# آبی واقعی (آلبوم مدونا)
«وفادار» یا به اشتباه «آبی واقعی» (به انگلیسی: True Blue) یک آلبوم از هنرمند اهل ایالات متحده آمریکا مدونا است که در سال ۱۹۸۶ میلادی منتشر شد.